# Transformismus
Transformismus (latinsky transformatio – přeměna) je předdarwinovský směr výkladu vzniku druhů, odporující kreacionismu, biologická teorie předpokládající, že organismy nevznikly přímo stvořením, ale tvořily se jedny z druhých postupnou změnou a přeměnou z předchozích na nové druhy.
Centrem rozvoje této teorie byla Francie. Pojem transformismus zavedl v roce 1837 francouzský zoolog Étiennem Saint-Hilairem, ale první transformistickou teorii zformuloval Jean-Baptiste de Lamarck ve spisu Filozofie zoologie (Philosophie zoologique) roku 1809. Lamarck tvrdil, že
| „ | Příroda sama stvořila všechna svá tělesa počínaje nejprostšími a končíc nejsložitějšími. | “ |

Lamarck vycházel z toho, že organismy se mění vlivem:
- vnitřní tendence ke stálému zvyšování úrovně organizace (tzv. gradace),
- existenčních podmínek nutících organismus k stálému přizpůsobování se jim.

Takto nabyté rysy jsou předávány následným pokolením. Jeho koncepce byla alternativou teorie typů a druhů Cuviera a koncepcí jednoty plánu stavby Geoffroye Saint-Hilaira.
Transformistická teorie byla pojmenována lamarkismem a lamarckovské činitelé byly využívané v pozdějších teoriích, nazývaných neolamarkismem. V 19. století pojem transformismus byl nahrazen evolucionismem.